# Mario Gustavo Vignali
Mario Gustavo Vignali (3 de agosto de 1958) es un político argentino afiliado a la Unión Cívica Radical, fue intendente del Partido de Rojas en tres oportunidades: 1991-1995, 1995-1999 y 1999-2003 y como senador provincial en el periodo 2003-2007 y Diputado Provincial desde 2009 hasta 2017. Su partido es la Unión Cívica Radical (UCR). 
Durante su mandato como senador provincial, intengró las siguientes Comisiones del Senado de la Provincia de Buenos Aires:
- Vicepresidente de Transporte, Puertos e Intereses Marítimos
- Vocal de Asuntos Municipales, Descentralización y Fortalecimiento Institucional
- Vocal de Organización Territorial y Vivienda
- Vocal de Niñez, Adolescencia y Familia
- Vocal de Seguridad
- Vocal de Obras y Servicios Públicos
- Vocal de Comercio Exterior, Mercosur y Política de Integración Regional

- Datos: Q5998731